# Aedes mascarensis
Aedes mascarensis är en tvåvingeart som beskrevs av Herbert C. Macgregor 1924. Aedes mascarensis ingår i släktet Aedes och familjen stickmyggor.
Artens utbredningsområde är Mauritius. Inga underarter finns listade i Catalogue of Life.